# Fissarena cuny
Fissarena cuny är en spindelart som beskrevs av Norman I. Platnick 2002. Fissarena cuny ingår i släktet Fissarena och familjen Trochanteriidae.
Artens utbredningsområde är Sydaustralien. Inga underarter finns listade i Catalogue of Life.